# Championnats de France de patinage artistique 1998
Navigation
Championnats de France 1997 Championnats de France 1999
Les championnats de France de patinage artistique 1998 ont eu lieu du 12 au 14 décembre 1997 à la patinoire Lafayette de Besançon. Celle-ci a déjà accueillie les championnats de France 1995 de danse sur glace.
Les championnats accueillent 4 épreuves: simple messieurs, simple dames, couple et danse sur glace.

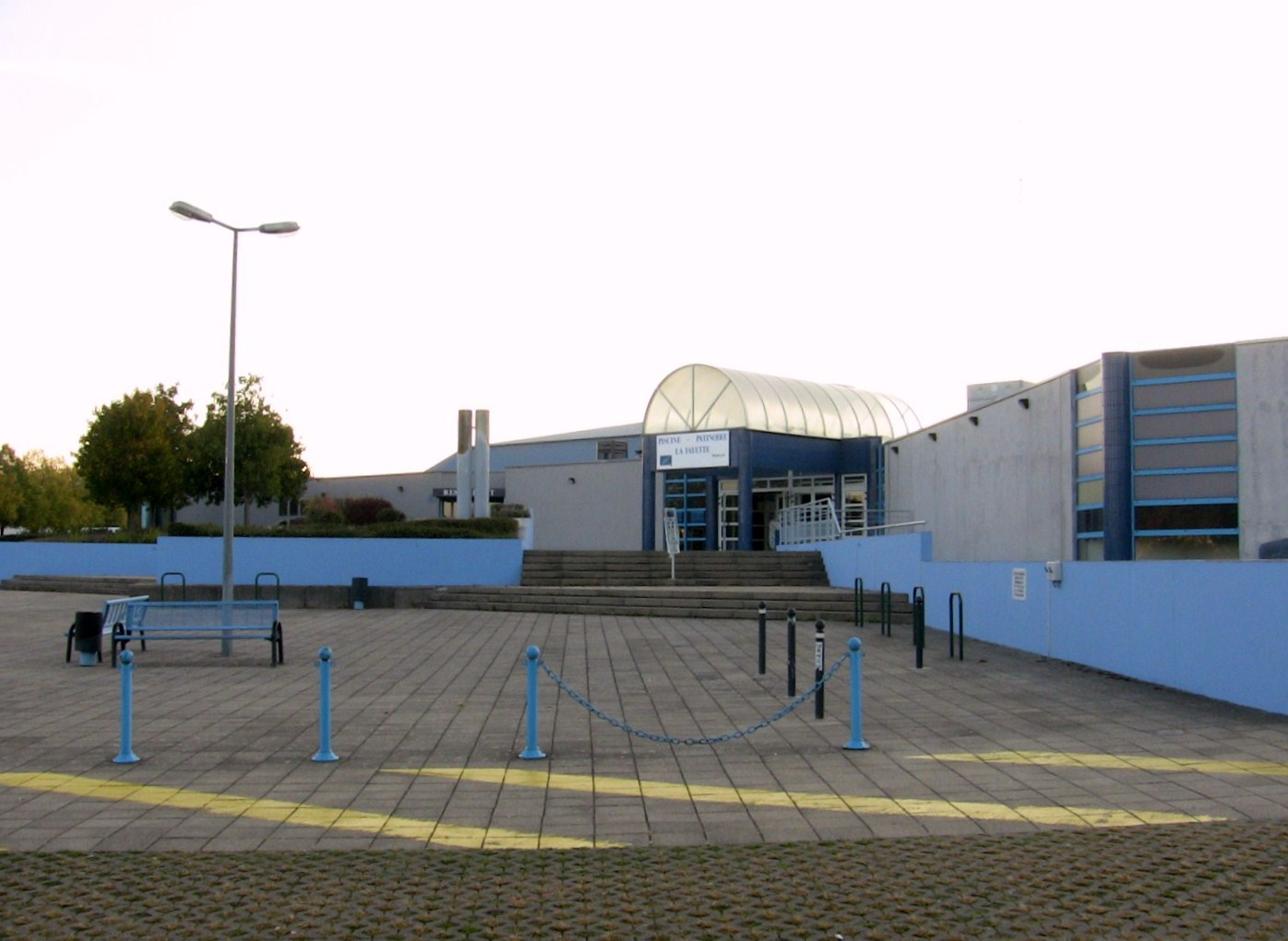
Patinoire Lafayette à Besançon

## Faits Marquants
- Fatigué par son début de saison, Philippe Candeloro attrape une grippe lors de ces championnats, ce qui ne lui permet pas de prendre la tête du programme court. Pour éviter un désastre, il décide d'abandonner la compétition pour la première fois de sa carrière.

- Ce sont les derniers championnats nationaux de Philippe Candeloro, Surya Bonaly et Sophie Moniotte / Pascal Lavanchy, avant les Jeux olympiques d'hiver de 1998 à Nagano. Philippe Candeloro et Surya Bonaly deviennent des patineurs professionnels après les Jeux.

## Podiums
| Épreuves                            | Or                                 | Argent                            | Bronze                               |
| Messieurs résultats détaillés       | Thierry Cérez                      | Laurent Tobel                     | Gabriel Monnier                      |
| Dames résultats détaillés           | Laëtitia Hubert                    | Surya Bonaly                      | Vanessa Gusmeroli                    |
| Couples résultats détaillés         | Sarah Abitbol / Stéphane Bernadis  | Line Haddad / Sylvain Privé       | Alexandra Roger / Vivien Rolland     |
| Danse sur glace résultats détaillés | Marina Anissina / Gwendal Peizerat | Sophie Moniotte / Pascal Lavanchy | Dominique Deniaud / Martial Jaffredo |

## Détails des compétitions

### Messieurs
| Rang    | Nom                 | Points | Prog. court | Prog. libre |
| ------- | ------------------- | ------ | ----------- | ----------- |
| 1       | Thierry Cérez       | 1.5    | 1           | 1           |
| 2       | Laurent Tobel       | 3.5    | 3           | 2           |
| 3       | Gabriel Monnier     | 6.5    | 5           | 4           |
| 4       | Stanick Jeannette   | 7.0    | 8           | 3           |
| 5       | Maxime Duchemin     | 8.0    | 6           | 5           |
| 6       | Cyril Deplace       | 9.5    | 7           | 6           |
| 7       | Samuel Baquier      | 10.0   | 4           | 8           |
| 8       | Vincent Restencourt | 12.5   | 11          | 7           |
| 9       | Johann Sand'homme   | 13.5   | 9           | 9           |
| 10      | Fabien Millasseau   | 17.0   | 10          | 12          |
| 11      | Jean-Michel Debay   | 18.0   | 16          | 10          |
| 12      | Cyril Brun          | 18.5   | 15          | 11          |
| 13      | Yannick Bonheur     | 19.0   | 12          | 13          |
| 14      | Terrence Besnier    | 21.5   | 13          | 15          |
| 15      | Romain Gazave       | 22.5   | 17          | 14          |
| Abandon | Philippe Candeloro  |        | 2           |             |
| Abandon | Nicolas Pontois     |        | 14          |             |
| Forfait | Francis Gastellu    |        |             |             |
| Forfait | Frédéric Dambier    |        |             |             |

### Dames
| Rang | Nom                | Points | Prog. court | Prog. libre |
| ---- | ------------------ | ------ | ----------- | ----------- |
| 1    | Laëtitia Hubert    | 2.5    | 3           | 1           |
| 2    | Surya Bonaly       | 3.0    | 1           | 2           |
| 3    | Vanessa Gusmeroli  | 5.0    | 4           | 3           |
| 4    | Marie-Pierre Leray | 5.0    | 2           | 4           |
| 5    | Fanny Cagnard      | 7.5    | 5           | 5           |
| 6    | Christelle Miro    | 9.5    | 7           | 6           |
| 7    | Malika Tahir       | 10.0   | 6           | 7           |
| 8    | Céline Masson      | 12.5   | 9           | 8           |
| 9    | Fanny Charton      | 14.0   | 10          | 9           |
| 10   | Julie Cortial      | 14.0   | 8           | 10          |
| 11   | Géraldine Zulini   | 16.5   | 11          | 11          |

### Couples
| Rang    | Nom                                   | Points | Prog. court | Prog. libre |
| ------- | ------------------------------------- | ------ | ----------- | ----------- |
| 1       | Sarah Abitbol / Stéphane Bernadis     | 1.5    | 1           | 1           |
| 2       | Line Haddad / Sylvain Privé           | 3.0    | 2           | 2           |
| 3       | Alexandra Roger / Vivien Rolland      | 4.5    | 3           | 3           |
| Forfait | Sabrina Lefrançois / Nicolas Osseland |        |             |             |

### Danse sur glace
| Rang    | Nom                                     | Points | Danse imposée | Danse originale | Danse libre |
| ------- | --------------------------------------- | ------ | ------------- | --------------- | ----------- |
| 1       | Marina Anissina / Gwendal Peizerat      | 2.0    | 1             | 1               | 1           |
| 2       | Sophie Moniotte / Pascal Lavanchy       | 4.0    | 2             | 2               | 2           |
| 3       | Dominique Deniaud / Martial Jaffredo    | 7.0    | 3             | 3               | 4           |
| 4       | Isabelle Delobel / Olivier Schoenfelder | 7.0    | 4             | 4               | 3           |
| 5       | Magali Sauri / Olivier Chapuis          | 10.0   | 5             | 5               | 5           |
| 6       | Alia Ouabdesselam / Benjamin Delmas     | 11.6   | 5             | 6               | 6           |
| 7       | Nadine Lesaout / Emmanuel Huet          | 14.4   | 8             | 7               | 7           |
| 8       | Sophie Simon / Steven François          | 15.6   | 7             | 8               | 8           |
| Forfait | Barbara Piton / Alexandre Piton         |        |               |                 |             |